# Yannick Maden
Yannick Maden (Stuttgart; 28 de octubre de 1989) es un exjugador de tenis alemán.
Maden hizo su debut en el cuadro principal de la ATP luego de pasar la clasificación en el European Open 2016, donde perdió ante el quinto cabeza de serie Gilles Simon en la primera ronda. Ganó su primer partido en el nivel ATP en el Moselle Open 2017, derrotando a Nicolás Kicker en la primera ronda.